# هاروما میورا
هاروما میورا (به ژاپنی: 三浦 春馬) (زادهٔ ۵ آوریل ۱۹۹۰ – درگذشتهٔ ۱۸ ژوئیه ۲۰۲۰) هنرپیشه، خواننده و صدا پیشه اهل کشور ژاپن بود که دوستی نزدیکی با تاکرو ساتو داشت. میورا در ۱۸ ژوئیه ۲۰۲۰ درگذشت و به گفتهٔ خبرگزاری‌ها احتمال می‌رود خودکشی کرده باشد.

## فیلمشناسی
وی در سری لایو اکشن حمله به تایتان بازیگر نقش ارن یائگر بوده است.

## مرگ
میورا در روز ۱۸ ژوئیه ۲۰۲۰، در ساعت ۱:۳۵ دقیقه بعد از ظهر، در حالی که خود را در کمد لباس هایش به دار آویخته بود پیدا شد. جسد او توسط مدیر برنامه هایش پیدا شد، زیرا او به دلیل نرفتن میورا به سر کارش نگران شده بود. او بلافاصله به بیمارستان برده شد اما پزشکان مرگ قطعی او را در ساعت ۲:۱۰ دقیقه اعلام کردند. پلیس نیز علت مرگ او را خودکشی اعلام کرد.
دوستان میورا پس از مرگ او اعلام کردند که او هیچگونه علامتی از افسردگی و دیگر مشکلات روحی نداشته است. رسانه ها خبر دادند که میورا به دلیل آزار و اذیت های اینترنتی و نظرات منفی مردم نسبت به خود این کار را انجام داده است، درحالی که دوستانش این خبر را رد کرده اند.